# Johnny Shiloh (film)
Johnny Shiloh este un film de televiziune din 1963 care a fost difuzat inițial ca două episoade din Wonderful World of Color de la Walt Disney, bazat pe copilăria generalului american John Clem⁠(d), care a fost numit „Johnny Shiloh”. Melodia auzită la începutul fiecărui episod a fost scrisă de Robert B. Sherman⁠(d) și Richard M. Sherman⁠(d).

## Prezentare

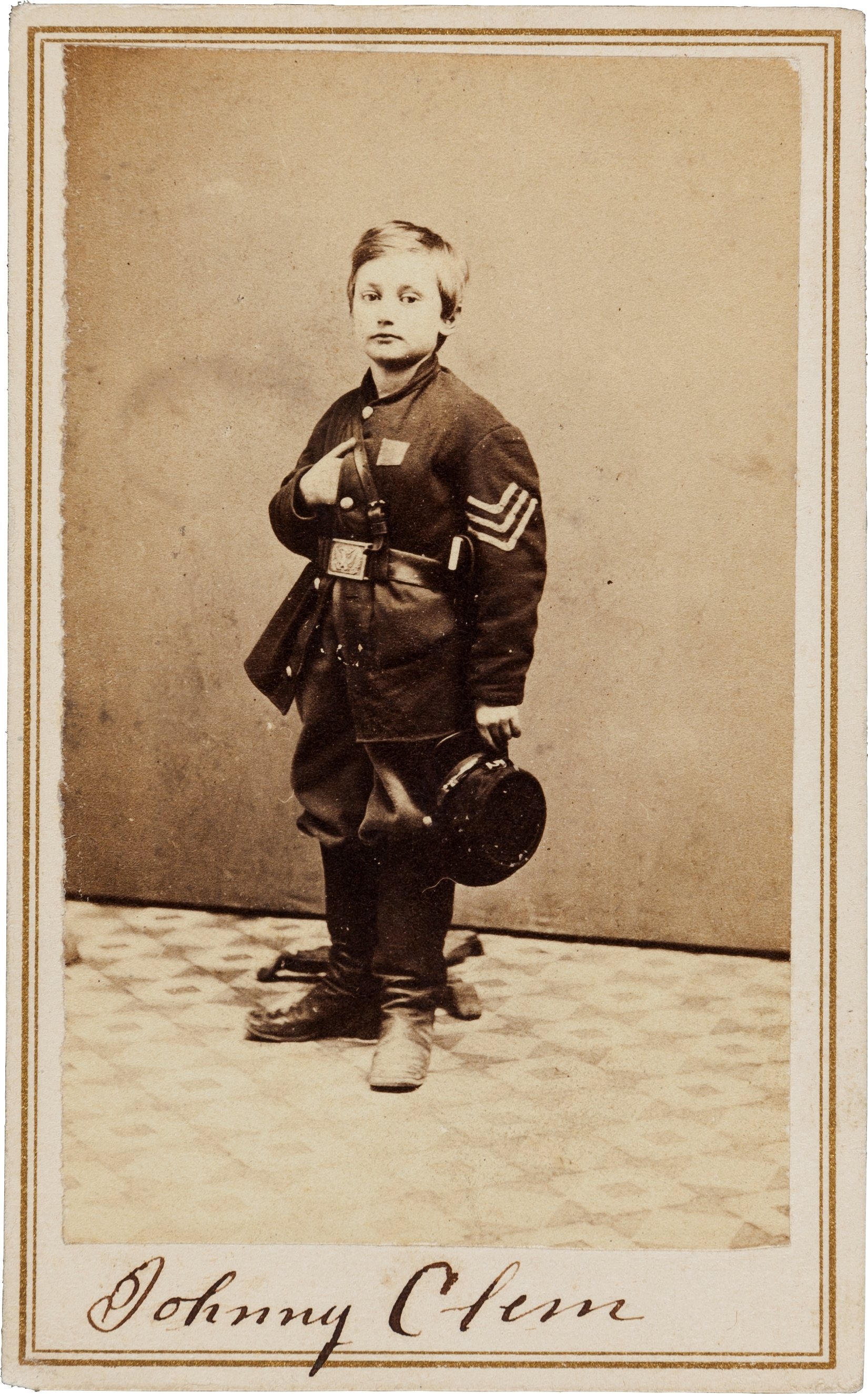
John Clem în timpul Războiului Civil American

Când Blue Raiders sunt chemați în serviciul Uniunii la începutul Războiului Civil American, băiatul lor mascotă și toboșar, John Clem⁠(d), sfidează dorințele tatălui său și se urcă ilegal în trenul care transporta trupele spre tabără. În ciuda eforturilor trupelor de a-l forța să renunțe și să meargă acasă, Johnny refuză. El este fotografiat de Mathew Brady⁠(d). Tatăl său vine să-l ia, dar Johnny fuge și se întoarce la regiment. În cele din urmă îl epuizează pe căpitanul McPherson, care acceptă să se alăture oficial regimentului. În Bătălia de la Shiloh, Johnny și generalul George Henry Thomas⁠(d) adună forțele federale în retragere, dar prietenul lui Johnny, Jeremiah Sullivan, este ucis. În Bătălia de la Chickamauga, Johnny rănește un colonel confederat care îl ataca pe prietenul său Gabe Trotter. După bătălie, generalul Ulysses S. Grant îl promovează pe Gabe locotenent și Johnny este promovat sergent. Johnny și Gabe duc un mesaj important generalului James B. Steedman⁠(d), dar pe drumul de întoarcere la sediul lui Thomas, Gabe este rănit și Johnny este capturat. Chiar dacă a fost interogat de generalul confederat Joseph Wheeler⁠(d), Johnny refuză să vorbească. El face o evadare îndrăzneață și se întoarce la liniile Uniunii.

## Distribuție
- Kevin Corcoran⁠(d) – John Clem⁠(d)
- Brian Keith – sergentul (mai târziu locotenentul) Gabe Trotter
- Darryl Hickman⁠(d) – locotenentul Jeremiah Sullivan
- Skip Homeier – căpitanul McPherson⁠(d)
- Eddie Hodges⁠(d) – Billy Jones
- Ben Morgan –  Sam
- Edward Platt⁠(d) – generalul George Henry Thomas⁠(d)
- Dan Riss – generalul Wheeler⁠(d)
- Hayden Rorke⁠(d) – generalul Ulysses S. Grant
- Rickie Sorensen⁠(d) – Rusty
- Buck Taylor⁠(d) – Josh
- Regis Toomey⁠(d) – domnul Clem
- Billy Williams – Blue Raider #1
- Henry Wills –  Stark

## Producție

### Muzică
Coloana sonoră a filmului de televiziune a fost scrisă de Buddy Baker⁠(d). Tema cântecului a fost scrisă de Sherman Brothers⁠(d): Robert B. Sherman și Richard M. Sherman.